# Vaulx-Vraucourt
Vaulx-Vraucourt ist eine französische Gemeinde mit 1096 Einwohnern (Stand 1. Januar 2022) im Département Pas-de-Calais in der Region Hauts-de-France. Sie gehört zum Arrondissement Arras und zum Kanton Bapaume.
Die Gemeinde Vaulx-Vraucourt entstand 1821 aus der Zusammenlegung der Gemeinden Vaulx und Vraucourt.
Nachbargemeinden von Vaulx-Vraucourt sind Écoust-Saint-Mein im Norden, Noreuil im Nordosten, Lagnicourt-Marcel und Morchies im Osten, Beugny im Südosten, Frémicourt im Süden, Beugnâtre im Südwesten und Mory im Nordwesten.

## Bevölkerungsentwicklung
| Jahr      | 1962 | 1968 | 1975 | 1982 | 1990 | 1999 | 2007 |
| Einwohner | 1040 | 1047 | 1021 | 1075 | 1133 | 1112 | 1062 |